# 瑞可利事件
瑞可利事件，亦作利庫路特事件，1988年发生于日本的丑闻，與昭和电工事件、造船疑狱、洛克希德事件並列日本战后四大丑闻。此事件直接导致竹下登内阁倒台，并同随后发生的宇野宗佑性丑闻、泡沫经济破裂和东京佐川急便事件一起导致55年體制在1993年终结。被卷入里庫路特事件的日本政界高层除了时任首相竹下登以外还包括前首相中曾根康弘、时任自民党干事长安倍晋太郎、时任副首相兼大藏大臣宫泽喜一、时任内阁官房长官小渊惠三、时任自民党政策研究会会长渡边美智雄以及森喜朗、加藤纮一、小泽一郎、桥本龙太郎等自民党内年轻一代领袖。

## 始末
1984年12月至1985年4月，日本人力资源与媒体公司瑞可利董事长江副浩正向政界要人、政府官員及通信業界要人赠送其不動產事業子公司「瑞可利Cosmos」（株式会社リクルート・コスモス，現名Cosmos Initia）的未上市股票。1985年10月30日，瑞可利Cosmos股票在JASDAQ上市，受贈者賣股總獲利約六億日圓。
中曾根康弘帶領自民黨在1986年大選獲得壓倒性勝利一年後宣佈引退，他從「安竹宮」三人（安倍晋太郎、竹下登、宫泽喜一）中挑選竹下登繼任首相。1988年6月18日，《朝日新聞》獨家報導，神奈川縣川崎市副市長小松秀熙涉嫌在川崎站前的原明治製糖廠房再開發案中受贈瑞可利Cosmos股票，賣股獲利一億日圓。1988年7月，日本各媒體揭發瑞可利以低价向政界要人赠送瑞可利Cosmos未上市股票，政界要人再于市场上高价抛售的行贿手法。被卷入此事的自民党要人如下：
- 安倍派领袖人物森喜朗
- 宫泽派领袖人物加藤紘一
- 中曾根派骨幹、自民党政务调查会会长渡边美智雄
- 宫泽派会长、副首相兼大藏大臣宫泽喜一
- 安倍派会长、自民党干事长安倍晋太郎
- 中曾根派会长、前首相中曾根康弘
- 竹下派会长、首相竹下登

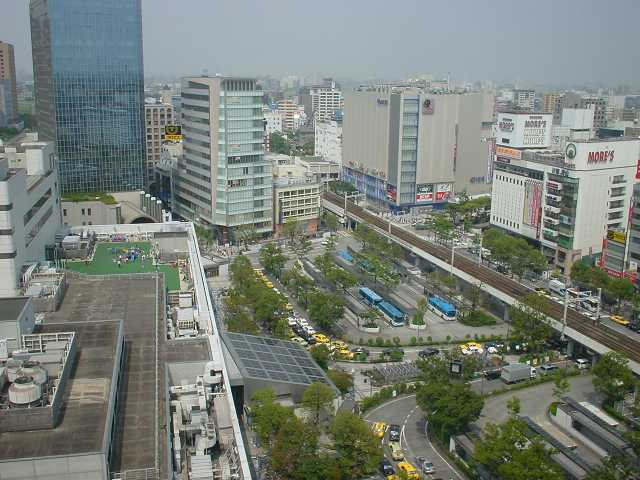
川崎車站前的黃金地段（2005年攝）

1988年7月6日，日本經濟新聞社社長森田康被揭發於1984年12月收受瑞可利Cosmos未上市股票，賣股獲利八千萬日圓，辭職下台。1988年10月19日，東京地方檢察廳特別搜查部搜索瑞可利總部、瑞可利Cosmos總部、瑞可利Cosmos社長室室長松原弘住處。1988年10月26日，東京地方檢察廳特別搜查部搜索東洋信託銀行證券代理部，查扣瑞可利Cosmos股東名簿。1988年10月29日，自民黨籍前內閣官房長官藤波孝生、日本電信電話會長真藤恆、前文部事務次官高石邦男、前勞動事務次官加藤孝被揭發收受瑞可利Cosmos未上市股票。1988年11月10日，東京地方檢察廳宣布開始偵查此案，松原弘被起訴。1988年11月15日，江副浩正向「眾議院瑞可利事件特別調查委員會」（衆議院リクルート問題調査特別委員会）提交瑞可利Cosmos未上市股票受贈者名單。1988年11月21日，眾議院瑞可利事件特別調查委員會傳喚江副浩正、高石邦男與加藤孝作證。1988年12月9日，副首相兼大藏大臣宮澤喜一辭职。1988年12月12日，真藤恆辭去日本電信電話會長職位。1988年12月27日，竹下登內閣改組。1988年12月30日，法務大臣長谷川峻被揭發收受瑞可利Cosmos未上市股票，辭職。
1989年1月24日，經濟企畫廳長官原田憲被揭發購買瑞可利優惠券，辭職。1989年2月13日，東京地方檢察廳特別搜查部逮捕江副浩正、「第一金融」（ファーストファイナンス株式会社）前副社長小林宏、日本電信電話前董事式場英與日本電信電話前董事長谷川壽彥。1989年2月21日，東京地方檢察廳特別搜查部逮捕前勞働省課長鹿野茂元。1989年3月6日，東京地方檢察廳特別搜查部逮捕真藤恆。1989年3月8日，東京地方檢察廳特別搜查部逮捕加藤孝與瑞可利社長室前室長辰已雅朗。1989年3月28日，東京地方檢察廳特別搜查部逮捕高石邦男，將真藤恆與加藤孝起訴。1989年4月25日，竹下登宣布内阁总辞职。1989年4月26日，前竹下登在東京秘書青木伊平自殺。1989年5月22日，東京地方檢察廳將藤波孝生與公明黨籍眾議院議員池田克也起訴。1989年5月25日，眾議院預算委員會傳喚中曾根康弘作證。1989年5月29日，東京地方檢察廳特別搜查部宣布偵查終結，將包括宮澤喜一秘書在內的議員秘書4人簡易起訴。1989年6月3日，竹下登內閣總辭。
自民党五大派中除了河本派，其他四派自会长以下所有要员全部涉及此案，自民党声誉一落千丈。中曾根康弘也被迫辞去中曾根派会长职务（中曾根派因此改为渡边美智雄派）。
而瑞可利本身因為此事件、以及後來的泡沫經濟破裂，使得整個集團一度陷入經營危機，江副浩正也被迫讓出經營權，目前則成為以出版、人力仲介、生活資訊等情報服務為中心的事業體。

## 后续影响
1989年2月12日，參議院福岡縣選舉區補選，日本社會黨新人渕上貞雄當選。
1989年4月25日，竹下登被迫表示辞意，并将竹下派会长让给金丸信。6月2日，中曾根派的外務大臣宇野宗佑被推出收拾残局，出任日本第75任首相。不料，一上台就有人揭发宇野宗佑曾与艺妓通奸，加上這次弊案、增加消費稅三項，导致自民党在7月23日参议院改选中惨败，仅得36席（减少33席），造成自自民党成立以来参议院总议席首次被在野党超越。次日，宇野宗佑被迫辞职。无奈之下，才由小派河本派的海部俊树出任首相。安竹宮其餘二人，安倍晋太郎於1991年病逝，宫泽喜一也在1991年接替海部俊树出任首相、但成為五五年體制中最後的自民黨首相。